# Ordine di stato della Carinzia
La medaglia di stato della Carinzia (in tedesco: Kärntner Landesorden) è un'onorificenza concessa dallo stato federato austriaco della Carinzia.

## Storia
La decorazione è la più alta onorificenza concessa dallo Stato della Carinzia al punto che il governatore locale ne riceve una speciale versione in oro il giorno stesso del suo insediamento.

## Classi
La medaglia è suddivisa in sette classi di benemerenza:
- medaglia d'oro
- medaglia d'argento

È costituita dallo stemma della Carinzia in oro o argento, smaltato, di dimensioni 67 x 60 mm. Sotto lo stemma si trova un cartiglio col motto latino "PRO CARINZIA". La medaglia non ha un nastro apposito in quanto viene portata al collo tramite una catena che, come la decorazione, può essere in oro o in argento.

## Insigniti notabili
- Dalai Lama
- Udo Jürgens
- Giancarlo Galan